# Sarcophyton pulchellum
Sarcophyton pulchellum is een zachte koraalsoort uit de familie Alcyoniidae. De koraalsoort komt uit het geslacht Sarcophyton. Sarcophyton pulchellum werd in 1957 voor het eerst wetenschappelijk beschreven door Tixier-Durivault. 